# Kirmaushenkreena zarankoae
Kirmaushenkreena zarankoae is een haft uit de familie Baetidae. De wetenschappelijke naam van de soort is voor het eerst geldig gepubliceerd in 2011 door McCafferty.
De soort komt voor in het Nearctisch gebied.